# グランプリ・シクリスト・ド・モンレアル2011
グランプリ・シクリスト・ド・モンレアル2011(Grand Prix Cycliste de Montréal 2011)は、グランプリ・シクリスト・ド・モンレアルの2回目のレース。2011年9月11日に行なわれ、ルイ・コスタが優勝。

## 参加チーム
- 斜字はコンチネンタルプロチーム

- AG2R・ラ・モンディアル
- アスタナ・チーム
- BMC・レーシングチーム
- エウスカルテル・エウスカディ
- ガーミン・サーヴェロ
- ランプレ・ISD
- レオパルド・トレック
- リクイガス・キャノンデール
- オメガファーマ・ロット
- クイックステップ
- ラボバンク
- チーム・HTC - ハイロード
- チーム・カチューシャ
- チーム・モビスター
- チーム・レディオシャック
- チーム・サクソバンク - サンガード
- チームスカイ
- ヴァカンソレイユ・DCM
- コフィディス
- ヨーロッパカー
- FDJ
- スパイダーテック - C10

## 結果
- モントリオールサーキット 205.7km(12.1km x 17周)

| 順位 | 選手名                     | 国籍         | チーム                 | 時間          |
| ---- | -------------------------- | ------------ | ---------------------- | ------------- |
| 1    | ルイ・コスタ               | ポルトガル   | チーム・モビスター     | 5時間20分18秒 |
| 2    | ピエリック・フェドリゴ     | フランス     | FDJ                    | 同            |
| 3    | フィリップ・ジルベール     | ベルギー     | オメガファーマ・ロット | +02秒         |
| 4    | ユルヘン・ルラントス       | ベルギー     | オメガファーマ・ロット | 同            |
| 5    | シュテファン・デーニフル   | オーストリア | レオパード・トレック   | 同            |
| 6    | ダニエーレ・ピエトロポッリ | イタリア     | ランプレ・ISD          | +04秒         |
| 7    | マルコ・マルカート         | イタリア     | ヴァカンソレイユ・DCM  | 同            |
| 8    | アルテュル・ヴィショ       | フランス     | FDJ                    | 同            |
| 9    | リナルド・ノチェンティーニ | イタリア     | AG2R・ラ・モンディアル | 同            |
| 10   | ファビアン・ヴェークマン   | ドイツ       | レオパード・トレック   | 同            |
| 88   | 新城幸也                   | 日本         | ヨーロッパカー         | +6分53秒      |

## UCIワールドツアー個人総合成績
9月12日現在
| 順位 | 選手名                           | 国籍           | チーム                            | ポイント |
| ---- | -------------------------------- | -------------- | --------------------------------- | -------- |
| 1    | フィリップ・ジルベール           | ベルギー       | オメガファーマ・ロット            | 698      |
| 2    | カデル・エヴァンス               | オーストラリア | BMC・レーシングチーム             | 574      |
| 3    | アルベルト・コンタドール         | スペイン       | チーム・サクソバンク - サンガード | 471      |
| 4    | ホアキン・ロドリゲス             | スペイン       | チーム・カチューシャ              | 366      |
| 5    | ミケーレ・スカルポーニ           | イタリア       | ランプレ・ISD                     | 357      |
| 6    | サムエル・サンチェス             | スペイン       | エウスカルテル・エウスカディ      | 307      |
| 7    | ブラッドリー・ウィギンス         | イギリス       | チーム・スカイ                    | 287      |
| 8    | フランク・シュレク               | ルクセンブルク | レオパルド・トレック              | 284      |
| 9    | ヴィンチェンツォ・ニバリ         | イタリア       | リクイガス・キャノンデール        | 272      |
| 10   | エドヴァルド・ボアソン・ハーゲン | ノルウェー     | チーム・スカイ                    | 260      |
| 139  | 別府史之                         | 日本           | チーム・レディオシャック          | 10       |